# Distrito de Binh Chanh
Binh Chanh (em vietnamita:Bình Chánh) é um dos 24 distritos da Cidade de Ho Chi Minh, no Vietname, sendo um dos cinco distritos que compõem a região suburbana e rural da cidade. Com uma área total de 252,69 km², o distrito tem uma população de 465 248 habitantes, de acordo com dados de 2010, sendo um dos distritos mais populosos da cidade. O distrito está dividido em 15 pequenos subconjuntos que são chamados de alas. 